# Lajos Magyari
Lajos Magyari (n. 26 octombrie 1942 - d. 	3 iunie 2015) a fost un senator român în legislatura 1992-1996 ales în județul Covasna pe listele partidului UDMR. În cadrul activității sale parlamentare, Lajos Magyari a inițiat o singură moțiune. Lajos Magyari a demisionat din Senat pe 11 septembrie 1996 și a fost înlocuit de senatorul Istvan Gazda.

## Legaturi externe
- Lajos Magyari Arhivat în 22 august 2016, la Wayback Machine. la cdep.ro